# Berlin-Jerusalem
Berlin-Jerusalem è un film del 1989 diretto da Amos Gitai. La pellicola è stata presentata in concorso alla 46ª Mostra internazionale d'arte cinematografica di Venezia nel 1989.

## Trama
Else è una poetessa ebrea che vive nella Berlino del primo dopoguerra. Conosce Tania, una sionista venuta dalla Russia, che va in Palestina per partecipare alla nascita di un collettivo agricolo. Con la salita al potere del nazismo, Else, dopo essere scappata in Svizzera, raggiunge l'amica a Gerusalemme.